# Galeria Fundana
Galeria Fundana, ou Galerie Fundane, (env. 40 - après 69) fut la deuxième épouse de l'empereur romain Vitellius.

## Biographie
Fille d'un ancien préteur, probablement frère de Publius Galerius Trachalus, et de Fundania son épouse, Galeria eut deux enfants lors de son mariage, un fils Vitellius et une fille,. 
Peu après avoir répudié sa première épouse, Pétronie, Vitellius épouse Galeria qui n'est pas réputée pour sa beauté et a des difficultés d'élocution. 
Vitellius mène un train de vie dispendieux. En 69, il doit louer le palais contre une somme d'argent pour pouvoir rejoindre la Basse Germanie où il doit commander les troupes de l'empereur Galba. Galeria doit quitter son palais mais reste à Rome pendant le voyage de son époux. Othon prend alors le pouvoir à Rome mais protège Galeria. 
À la mort d'Othon, Vitellius devient empereur mais cela ne réjouit pas sa femme. Tacite qui décrit très défavorablement Vitellius, estime que Galeria était une femme de vertu exemplaire qui « ne prit pas part aux horreurs de Vitellius ». Elle n'use que rarement de son pouvoir impérial comme pour sauver la vie de l'orateur d'Othon, Galerius Trachalus, probablement son oncle.
À Rome, Vitellius provoque un mécontentement quasi général et des troubles éclatent. Vitellius abdique et quitte le palais avec femme et enfants. Antonius Primus envahit l'Italie du nord et bat l'armée de Vitellius à Crémone à la fin du mois d'octobre 69. Il prend ensuite la direction de Rome. Alors que les premiers éléments de l'armée de Primus pénètrent dans Rome, Vitellius tente de s'enfuir, et se cache dans la loge du portier de son palais. Capturé par les hommes de Primus, il est reconnu et lapidé par la foule romaine, son corps est traîné par un croc et jeté dans le Tibre. Son fils Vitellius, rebaptisé Germanicus par son père en 69, est tué avec Vitellius. Épargnée, elle fut autorisée à enterrer son mari. Bénéficiant de l'appui de Vespasien, sa fille put faire un bon mariage.

## Sources
- (en) Cet article est partiellement ou en totalité issu de l’article de Wikipédia en anglais intitulé « Galeria Fundana » (voir la liste des auteurs).

- Jacques Roergas de Serviez, Les femmes des douze Césars, Amsterdam, Du Villard, 1721.